# CS Universitatea Elbi Cluj
Clubul Sportiv Universitatea Cluj-Napoca este un club profesionist de rugby din Cluj-Napoca, care joacă în prezent în Liga Națională de Rugby, campionatul de vârf din România, organizat de Federația Română de Rugby.

## Palmares
- Liga Națională de Rugby:
  - Locul 2 (1): 2000-01
  - Locul 3 (4) : 1994-1995, 1995-1996, 1997-1998, 2003-2004

- Cupa României la rugby
  - Finaliști (3): 1998, 1999, 2002

## Echipa actuală
Notă: Steagurile indică naționalitatea după cum e definită de regulile World Rugby. Jucătorii pot deține mai mult de o cetățenie.
| Jucător                 | Post                              | Uniune |
| ----------------------- | --------------------------------- | ------ |
| Răzvan Bârlădeanu       | Taloneur                          | ROU    |
| Serban Dadacus          | Taloneur                          | ROU    |
| Andrioaiei Cristian     | Taloneur                          | ROU    |
| Alexandru Telesa        | Pilier                            | ROU    |
| Dumitru Suler           | Pilier                            | ROU    |
| Claudiu Curcă           | Linia a II-a                      | ROU    |
| Robert Hîncu            | Linia a II-a                      | ROU    |
| Florin-Ciprian Marin    | Format:Rugby squad player/role/BR | ROU    |
| Toma Mârzac             | Format:Rugby squad player/role/BR | ROU    |
| Cristian-Marius Murgoci | Format:Rugby squad player/role/BR | ROU    |
| Kuselo Moyake(c)        | Flanker                           | SAF    |
| Vlad Toma               | Flanker                           | ROU    |

| Jucător            | Post                   | Uniune |
| ------------------ | ---------------------- | ------ |
| Ionuț-Fănel Mazăre | Mijlocaș la deschidere | ROU    |
| Ovidiu Melniciuc   | Mijlocaș la deschidere | ROU    |
| Alexandru Banu     | Centru de treisferturi | ROU    |
| Cristian Bumbac    | Centru de treisferturi | ROU    |
| Dragoș Damian      | Centru de treisferturi | ROU    |
| Takatu John        | Centru de treisferturi | NZL    |
| Daniel Barna       | Aripă de treisferturi  | ROU    |
| Paul Herman        | Aripă de treisferturi  | ROU    |
| Ștefan Nedelcu     | Aripă de treisferturi  | ROU    |
| Ursu Teodor        | Aripă de treisferturi  | ROU    |
| Dorin Manole       | Fundaș                 | ROU    |

- Jucătorii seniori de 15 ani cu selecții internaționale sunt enumerați cu „bold'.

## Foști jucători de seamă
- Csaba Gál
- Cristian Săuan
- Romeo Gontineac
- Tiberiu Brînză
- Nicolae Răcean
- Paulică Ion
- Cristian Petre
- Alexandru Tudori
- Valentin Maftei
- Cristian Podea
- Bogdan Voicu
- Bogdan Bălan